# Bath and North East Somerset
Bath and North East Somerset – unitary authority w hrabstwie Somerset w Anglii z centrum w Bath. Jednostka została stworzona 1 czerwca 1996 roku na skutek zlikwidowania hrabstwa Avon. W 2011 roku dystrykt liczył 176 016 mieszkańców.

## Miasta
- Bath
- Keynsham
- Midsomer Norton
- Radstock

## Inne miejscowości
Bathampton, Batheaston, Bathford, Belluton, Bishop Sutton, Burnett, Cameley, Camerton, Charlcombe, Chelwood, Chew Magna, Chew Stoke, Chewton Keynsham, Claverton, Clutton, Combe Down, Combe Hay, Compton Dando, Compton Martin, Corston, Dunkerton, East Harptree, Englishcombe, Farleigh Hungerford, Farmborough, Farrington Gurney, Freshford, High Littleton, Hinton Blewett, Hinton Charterhouse, Hunstrete, Inglesbatch, Kelston, Marksbury, Midford, Monkton Combe, Nempnett Thrubwell, Newton St Loe, North Stoke, Norton Malreward, Paulton, Peasedown St John, Pensford, Priston, Publow, St Catherine, Saltford, Shoscombe, Southstoke, Stanton Drew, Stanton Prior, Stowey, Swainswick, Temple Cloud, Timsbury, Tucking Mill, Ubley, Wellow, West Harptree, Whitchurch, Wilmington, Woollard, Writhlington.